# سریه خالد بن الولید (نجران)
سَریهٔ خالد بن الولید (نجران)، یک لشکرکشی به فرماندهی خالد بن ولید بود که در سال ۱۰ هجری قمری (حدود ۶۳۱ میلادی) رخ داد. در قرآن (سومین سوره، آیهٔ ۶۱) به این رویداد اشاره شده است. همچنین، محمد بن جریر طبری در کتاب تاریخ طبری به این رویداد اشاره کرده است.

## لشگرکشی
وقتی خالد به مقصد رسید، سواره‌های مسلحش را به تمام جهت‌ها فرستاد تا برای مردم جار بزنند: «ای مردم، اسلام بیاورید تا در امان باشید». ساکنان باقی‌مانده اعلام کردند که موافق‌اند تا اسلام بیاورند، و محمد فرستاده‌ای با گزارش رسمی فرستاد تا اعلام کند که از نتیجه راضی است. طبری گزارش داده که خالد بن ولید در آنجا ماند تا به مردم آنجا اسلام آموزش دهد. سپس با نماینده‌ای از قبیله به نزد محمد بازگشت. محمد از قبیله انتقاد کرد که چرا سابقاً از خودشان در مقابلش، هنگامی که پیروانش به آنها حمله کردند، دفاع کرده بودند. او گفت: «شما کسانی هستید که وقتی رانده می‌شوند جلو می‌روید» و سپس گفت که اگر آنها تسلیم نمی‌شدند، زمانی که خالد به سویشان فرستاده شده بود، خالد می‌توانست سر از تنشان جدا کند: «اگر خالد بن ولید به من نامه نمی‌نوشت که شما تسلیم شده‌اید و نمی‌جنگید، من سرهایتان را زیر پاهایتان می‌انداختم». سپس محمد با آنها بحث کرد که چگونه قبایل قبلی را که به آنها حمله کرده بودند شکست دادند.